# 209107 Šafránek
(209107) Šafránek, denumire internațională (209107) Safranek, este un asteroid din centura principală de asteroizi.

## Descriere
209107 Šafránek este un asteroid din centura principală de asteroizi. A fost descoperit pe 16 septembrie 2003 la Observatorul Kleť, în cadrul proiectului KLENOT. Asteroidul prezintă o orbită caracterizată de o semiaxă mare de 2,35 ua, o excentricitate de 0,04 și o înclinație de 8,7° în raport cu ecliptica.